# A Perfect Circle
Pour les articles homonymes, voir APC.
A Perfect Circle, souvent abrégé APC, est un groupe américain de metal alternatif, originaire de Los Angeles, en Californie. Il est formé à l'initiative du guitariste Billy Howerdel et mené par le chanteur du groupe Tool, Maynard James Keenan. Outre Maynard, le groupe contient des noms renommés de la musique comme le batteur Josh Freese (Guns N' Roses, 3 Doors Down, Avril Lavigne, Nine Inch Nails,  The Offspring), le bassiste Jeordie White (Marilyn Manson, Nine Inch Nails, Goon Moon), le guitariste James Iha (The Smashing Pumpkins) ou encore la collaboration du guitariste Wes Borland (Limp Bizkit) ; et peut être ainsi qualifié de supergroupe.

## Historique

### Mer de Noms(1999–2001)
Howerdel a, par le passé, officié avec de nombreux groupes dont Nine Inch Nails, The Smashing Pumpkins, Fishbone, Guns N' Roses et Tool en tant que guitariste d'appoint et ambitionne de monter son propre groupe. Il enregistre quelques démos qu'il fait écouter à Maynard James Keenan, le chanteur de Tool. Maynard s'intéresse au projet et propose à Howerdel d'en être l'interprète. Howerdel, alors plutôt à la recherche d'une voix féminine, hésite un certain temps avant d'accepter la proposition.
Howerdel se charge du recrutement et déniche Tim Alexander, le batteur de Primus, le guitariste Troy Van Leeuwen (ex-Failure, guitariste de Queens of the Stone Age) et la bassiste/violoniste Paz Lenchantin (futur-Zwan). Le groupe retravaille les démos mises au point par Howerdel et enregistre son premier album Mer de Noms en 2000. À cette époque, Tool est en négociation avec son propre label, ce qui donne la possibilité à Keenan de s'investir dans le projet.

### Thirteenth StepeteMOTIVe(2002–2004)
La composition du groupe connait quelques bouleversements. Tim Alexander est remplacé avant l'enregistrement du premier album par Josh Freese, des Vandals. Lenchantin quitte le groupe pour rejoindre le nouveau projet de Billy Corgan, Zwan, tandis que Van Leeuwen intègre Queens of the Stone Age. L'ex-bassiste de Marilyn Manson Jeordie White et le guitariste James Iha (ex-Smashing Pumpkins) permettent au groupe d'achever sa tournée.
La nouvelle formation s'attelle à la composition du deuxième album, Thirteenth Step, qui sort le 16 septembre 2003. Un troisième album paraît l'année suivante, le 2 novembre 2004 : eMOTIVe. L'album ne contient que des reprises de chansons pour la paix (John Lennon, Joni Mitchell, Marvin Gaye). L'enregistrement d'eMOTIVe implique la plupart des ex et actuels membres de A Perfect Circle. La reprise du titre Imagine de John Lennon est sujet à de vifs débats : certains estiment que la dénaturation de cette œuvre utopique (au profit d'une ballade mélancolique et déprimée) ne devrait être. D'autres voient justement en ce changement de nature, tout le génie de APC, qui exprime par là même le désenchantement de leur génération, la perte de l'espérance  en un monde meilleur, que d'autres pouvaient encore nourrir quelques années auparavant. Parallèlement à eMOTIVe, le groupe produit un coffret CD/DVD intitulé aMOTION, contenant des clips, des vidéos inédites ainsi que des faces-B et des remixes.

### Pause et autres projets (2005–2009)
Entre 2004 et 2008, A Perfect Circle est en suspens, principalement à cause de l'implication de Keenan avec Tool. La plupart des membres travaillent sur des projets parallèles ou des albums solo. Aucune reformation annoncée, tant en studio que sur scène, bien que le groupe ne soit pas officiellement séparé.
Cependant, en décembre 2008, dans une interview accordée au site Blabbermouth.net[réf. nécessaire], et à nouveau plus tard lors d'une interview radio, Keenan annonce que lui et Howerdel sont en train d'écrire de nouveaux morceaux pour un nouvel album et peut être même des tournées. De plus, la chanson The Outsider de l'album Thirteen Step se retrouve dans le film Resident Evil: Afterlife.

### Retour et tournées (2010–2016)

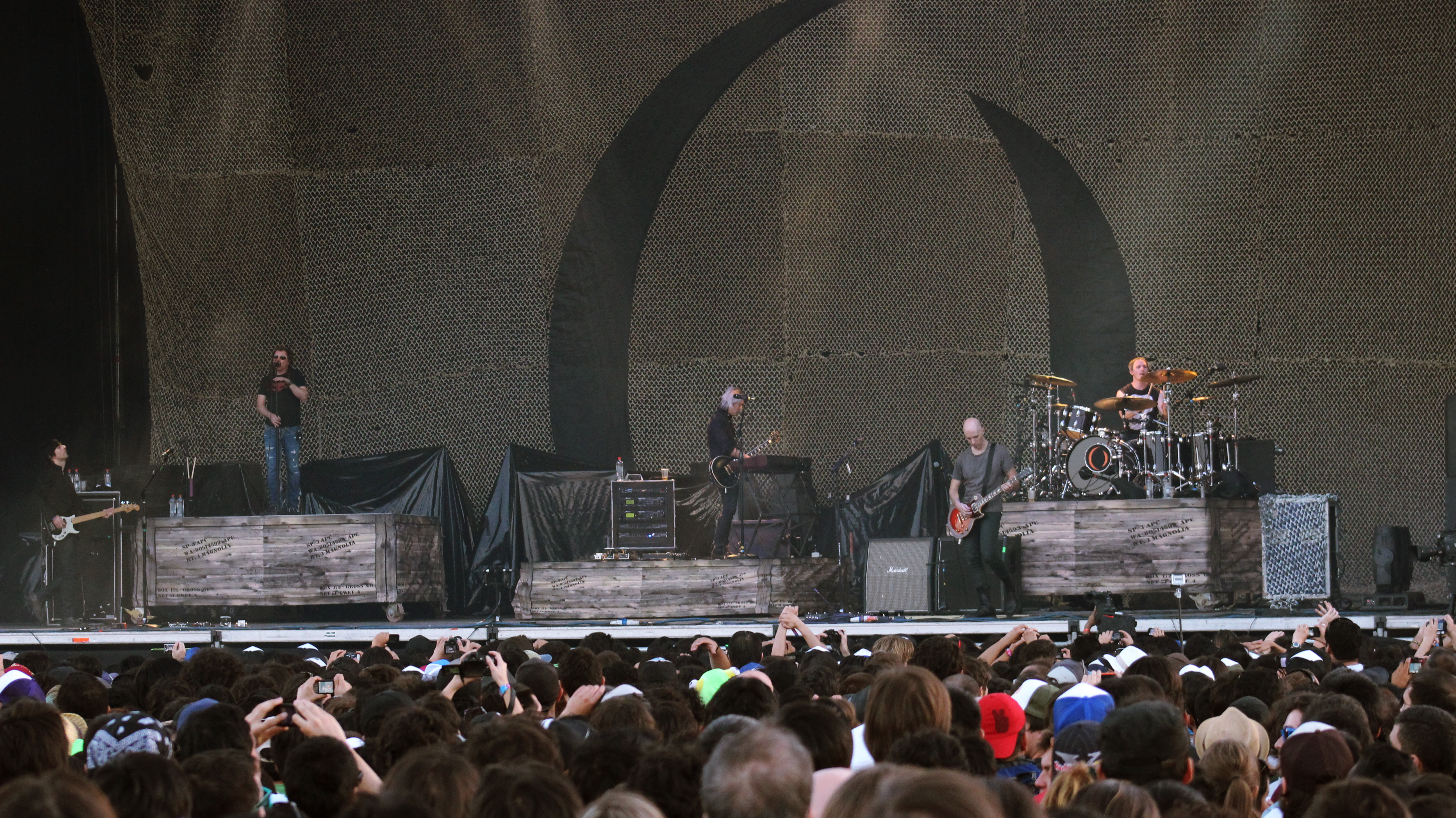
A Perfect Circle, sur scène au Lollapalooza, au Chili, en 2013.

Au début de décembre 2008, Keenan annonce que lui et Howerdel étaient en pleine écriture de nouvelles chansons pour A Perfect Circle, mais ce n'est pas avant un an et demi plus tard, en mi-2010, que le groupe redevient actif. Ils annoncent des dates de tournées durant lesquelles ils joueront leurs trois premiers albums à chaque concert (un album par nuit). La nouvelle formation de tournée annonce Maynard James Keenan, Billy Howerdel, Josh Freese, Matt McJunkins, et James Iha.
En juin 2010, Keenan annonce être en train de travailler sur un LP pour A Perfect Circle. Cependant il explique au mois d'août suivant, ne plus « vraiment travailler sur les albums. Plus sur les singles. Le marché du single est en expansion ces derniers temps. » Howerdel, en septembre 2010, explique avoir travaillé sur des démos depuis trois ou quatre ans, qu'il a donné à Keenan, qui décidera de l'avenir de ces chansons pour A Perfect Circle. Aucune nouvelle chanson n'est jouée à leurs concerts. Le groupe prévoyait la sortie d'un DVD live, qui ne sera jamais publié. La même année, le groupe joue quelques chansons à l'émission Jimmy Kimmel Live!.
Le groupe continue ses tournées en 2011, avec un arrêt dans 24 villes et lors de soirées telles que le festival Rock on the Range à Columbus, dans l'Ohio, les 21 et 22 mai 2011, le Boonstock Music Festival d'Edmonton, en Alberta, le 2 juillet 2011, l'Edgefest de Toronto, Canada, le 9 juillet 2011, et le Bluesfest à Ottawa, Canada, le 10 juillet 2011, le Kanrocksas Music Festival de Kansas City, dans le Kansas le 6 août 2011, et le Lollapalooza de Chicago, dans l'Illinois les 5 et 7 août 2011. Freese ne pourra pas tourner avec le groupe à cause de problèmes d'horaires avec Weezer. Jeff Friedl, batteur de Ashes Divide, le remplace.
Le groupe travaille sur un nouvel album pour 2011. Le 29 juin 2011, ils jouent la nouvelle chanson By and Down à Portland, dans l'Oregon.
Après la tournée en 2011, Keenan annonce que l'album n'est pas terminé ; lui et Howerdel doivent se consacrer à leurs projets parallèles respectifs, Puscifer et Ashes Divide. À cette période, en octobre 2012, Freese quitte le groupe sans intention d'y revenir. Le groupe revient en tournée en 2013, dans des festivals comme le Soundwave Music Festival et le Lollapalooza Chili au début de 2013. En février 2013, Keenan explique de nouveau qu'un album est en suspens.
En septembre 2013, le groupe annonce deux compilations pour novembre 2013. La première, un best-of intitulé Three Sixty, comprend une nouvelle chanson By and Down, et la seconde est un coffret intitulé A Perfect Circle Live: Featuring Stone and Echo. Le coffret comprend trois concerts enregistrés en 2011 et une performance du groupe au Red Rocks. Concernant les futurs projets du groupe, Keenan explique qu'ils sont toujours en écriture,.

### Eat the Elephant(depuis 2017)
Le groupe redevient actif au début de 2017, avec l'annonce d'une tournée américaine en mars et avril 2017 avec l'intention de finaliser et publier de nouveaux morceaux, comme en 1999 avec Mer de Noms. En mars, le groupe annonce un nouveau contrat en treize ans, pour la sortie d'un quatrième album studio, avec BMG Rights Management. Concernant la sortie de l'album, Howerdel donne une fourchette entre novembre 2017 et février 2018 alors que Keenan l'annonce pour 2017,. Une deuxième tournée nord-américaine commence en octobre et se termine en décembre 2017.
Le 13 octobre 2017, ils postent une bande-annonce de The Doomed sans préciser s'il s'agit d'un single ou d'un album,. Le 17 octobre, une chanson intitulée The Doomed est publiée comme single. Le 1er janvier 2018, un autre morceau, Disillusioned, est publié et la semaine suivante, Howerdel annonce la fin des enregistrements de leurs albums dans les semaines qui suivront. Ils annoncent le titre de l'album, Eat the Elephant, et sa sortie aura lieu le 20 avril 2018.

## Influences
Howerdel cite parmi ses influences, plusieurs albums qui ont eu un impact sur sa façon de jouer : « Adam Ant avec Kings of the Wild Frontier pour son côté hybride de musique pirate avec un zeste de musique américaine indienne », Siouxsie and the Banshees avec Tinderbox comme « un des disques les plus intenses que j'ai jamais entendus » et pour son « atmosphère intense », Ozzy Osbourne  avec Diary of a Madman comme « Randy Rhodes a été une grande influence pour moi, en particulier à mes débuts » et finalement the Cure avec Pornography, qu'il a décrit comme « un autre disque intense atmosphérique ».

## Membres

### Membres actuels
- Maynard James Keenan – chant (depuis 1999)
- Billy Howerdel – guitare solo, chœurs (depuis 1999)
- James Iha – guitare rythmique, clavier, chœurs (2003–2004, depuis 2010)
- Matt McJunkins – basse, chœurs (depuis 2010)
- Jeff Friedl – batterie, percussions (depuis 2011)

### Anciens membres
- Troy Van Leeuwen – guitare rythmique, chœurs (1999–2001)
- Danny Lohner – guitare rythmique, chœurs (2003, 2004)
- Paz Lenchantin – basse, instruments à cordes, chœurs (1999–2001, 2004)
- Jeordie White – basse, chœurs (2003–2004)
- Tim Alexander – batterie, percussions (1999)
- Josh Freese – batterie, percussions (1999–2011)

## Discographie

### Albums studio
- 2000 : Mer de Noms
- 2003 : Thirteenth Step
- 2004 : Emotive
- 2018 : Eat The Elephant

### Compilations
- 2013 : Three Sixty
- 2013 : Stone And Echo: Live at Red Rocks

## Vidéographie
- 2004 : aMOTION

### Apparitions
- La chanson Judith est présente dans le jeu Guitar Hero 5
- La chanson "Judith Renholder remix" est présente dans le film "Underworld"
- La chanson The outsider est présente dans le jeu Guitar Hero: Warriors of Rock
- La chanson Passive est présente dans la B.O. du film Constantine
- La chanson The outsider Apocalypse Remix est présent dans la bande originale du Film Resident Evil Afterlife
- La chanson Judith est présente dans le jeu Tap Tap Revenge 3
- La chanson Counting Bodies Like Sheep to the Rythm of the War Drums est utilisé pour le trailer du jeu vidéo RAGE de idSoftware, ainsi que dans la bande-annonce de la saison 3 de la série House of Cards.
- La chanson Weak and Powerless est présente dans le film The Invisible.